# 임대법
임대법(law of rent)은 1809년에 데이비드 리카도에 의해 작성된 법으로 그의 대표작인 〈정치 경제와 세금에 관한 원칙〉에서 나온 용어이다.  이 용어는 "리카드도의 임대"라는 용어의 어원으로 리카르도는 최초로 임대의 원인와 크기를 명확하게 설명하였다.
리카르도는 이 법에 대하여 애덤 스미스의 국부론을 기초로 작성하였다.

## 같이 보기
- 절대지대와 차액지대
- 지대 (경제)
- 지공주의
- 헨리 조지
- 임금의 철칙